# Byggesjön
Byggesjön är en sjö i Värnamo kommun i Småland och ingår i Lagans huvudavrinningsområde. Sjön är 10,8 meter djup, har en yta på 0,23 kvadratkilometer och är belägen 191,1 meter över havet. Sjön avvattnas av vattendraget Tomtabäcken.

## Delavrinningsområde
Byggesjön ingår i det delavrinningsområde (633346-140689) som SMHI kallar för Mynnar i Lången. Avrinningsområdets medelhöjd är 205 meter över havet och ytan är 19,04 kvadratkilometer. Det finns inga delavrinningsområden uppströms utan avrinningsområdet är högsta punkten. Tomtabäcken som avvattnar avrinningsområdet har biflödesordning 3, vilket innebär att vattnet flödar genom totalt 3 vattendrag innan det når havet efter 165 kilometer. Delavrinningsområdet består mestadels av skog (80 procent). Avrinningsområdet har 0,27 kvadratkilometer vattenytor vilket ger det en sjöprocent på 1,4 procent.